# Nationale Straßen-Radsportmeister 1999
| Nation             | Straßenrennen – Männer    | Einzelzeitfahren – Männer | Straßenrennen – Frauen        | Einzelzeitfahren – Frauen     |
| ------------------ | ------------------------- | ------------------------- | ----------------------------- | ----------------------------- |
| Ägypten            | Amr Elnady                | Amr Elnady                | nicht ausgetragen             | nicht ausgetragen             |
| Albanien           | Besnik Musaj              | nicht ausgetragen         | nicht ausgetragen             | nicht ausgetragen             |
| Algerien           | Hakin Hamza               | Abdelkader Rahmani        | nicht ausgetragen             | nicht ausgetragen             |
| Argentinien        | nicht ausgetragen         | nicht ausgetragen         | Verónica Martínez             | Lorena Colman                 |
| Australien         | Henk Vogels               | Jonathan Hall             | Tracey Gaudry                 | nicht ausgetragen             |
| Belgien            | Ludo Dierckxsens          | Marc Streel               | Cindy Pieters                 | Heidi Van De Vijver           |
| Burkina Faso       | Karim Kaboré              | nicht ausgetragen         | nicht ausgetragen             | nicht ausgetragen             |
| Chile              | Luis Fernando Sepúlveda   | Marco Antonio Arriagada   | nicht ausgetragen             | nicht ausgetragen             |
| Dänemark           | Nicolai Bo Larsen         | Michael Sandstød          | Ann Svendsgaard Mathiesen     | Lisbeth Simper                |
| Deutschland        | Udo Bölts                 | Andreas Walzer            | Hanka Kupfernagel             | Judith Arndt                  |
| Estland            | Jaan Kirsipuu             | Jaan Kirsipuu             | nicht ausgetragen             | nicht ausgetragen             |
| Finnland           | Mika Hietanen             | Mika Hietanen             | Sanna Lehtimäki               | Sanna Lehtimäki               |
| Frankreich         | François Simon            | Gilles Maignan            | Jeannie Longo-Ciprelli        | Jeannie Longo-Ciprelli        |
| Griechenland       | nicht ausgetragen         | nicht ausgetragen         | Eleftheria Ellinikaki         | Eleftheria Ellinikaki         |
| Großbritannien     | John Tanner               | Christ Newton             | Nicole Cooke                  | nicht ausgetragen             |
| Guatemala          | Fernando Wilfredo Escobar | nicht ausgetragen         | nicht ausgetragen             | nicht ausgetragen             |
| Hongkong           | Wong Kam Po               | Wong Kam Po               | nicht ausgetragen             | nicht ausgetragen             |
| Iran               | Abbas Saeidi Tanha        | Omid Seraji               | nicht ausgetragen             | nicht ausgetragen             |
| Irland             | Tommy Evans               | Philip Cassidy            | nicht ausgetragen             | nicht ausgetragen             |
| Israel             | Izak Boygen               | Izak Boygen               | nicht ausgetragen             | nicht ausgetragen             |
| Italien            | Salvatore Commesso        | Marco Velo                | Valeria Cappellotto           | Gabriella Pregnolato          |
| Japan              | Tomokazu Fujino           | Yoshiyuki Abe             | Miho Oki                      | nicht ausgetragen             |
| BR Jugoslawien     | Mikoš Rnjaković           | Mikoš Rnjaković           | nicht ausgetragen             | nicht ausgetragen             |
| Kanada             | Czeslaw Lukaszewicz       | Eric Wohlberg             | Clara Hughes                  | Clara Hughes                  |
| Kasachstan         | Andrei Teterjuk           | Andrei Misurow            | nicht ausgetragen             | nicht ausgetragen             |
| Kolumbien          | César Goyeneche           | Marlon Pérez              | María Luisa Calle             | Ana Paola Madriñan            |
| Kroatien           | Martin Čotar              | Martin Čotar              | nicht ausgetragen             | nicht ausgetragen             |
| Kuba               | Pedro Pablo Pérez         | Luis Romero Amarán        | nicht ausgetragen             | nicht ausgetragen             |
| Lettland           | Romāns Vainšteins         | Dainis Ozols              | nicht ausgetragen             | nicht ausgetragen             |
| Litauen            | Saulius Ruškys            | Raimondas Rumšas          | nicht ausgetragen             | nicht ausgetragen             |
| Luxemburg          | Kim Kirchen               | Christian Poos            | nicht ausgetragen             | nicht ausgetragen             |
| Mexiko             | Eduardo Sánchez           | Siddharta Camil           | nicht ausgetragen             | nicht ausgetragen             |
| Moldau             | Igor Pugaci               | Igor Pugaci               | nicht ausgetragen             | nicht ausgetragen             |
| Neuseeland         | Glen Mitchell             | David Lee                 | nicht ausgetragen             | nicht ausgetragen             |
| Niederlande        | Maarten den Bakker        | Bart Voskamp              | Leontien Zijlaard-van Moorsel | Leontien Zijlaard-van Moorsel |
| Norwegen           | Svein Gaute Hølestøl      | Steffen Kjærgaard         | Ragnhild Kostøl               | Solrun Flatås Risnes          |
| Österreich         | Hannes Hempel             | Florian Wiesinger         | Ulrike Baumgartner            | nicht ausgetragen             |
| Peru               | Alán Huachamber           | Alfredo Mondejar          | nicht ausgetragen             | nicht ausgetragen             |
| Polen              | Cezary Zamana             | Sebastian Wolski          | Bogumiła Matusiak             | Bogumiła Matusiak             |
| Portugal           | Carlos Carneiro           | Vítor Gamito              | nicht ausgetragen             | nicht ausgetragen             |
| Rumänien           | nicht ausgetragen         | Emil Pavel Lupaș          | nicht ausgetragen             | nicht ausgetragen             |
| Russland           | Sergei Iwanow             | Sergei Startschenkow      | Julija Ratsenkowa             | nicht ausgetragen             |
| Schweden           | Henrik Sparr              | Michael Andersson         | Madeleine Lindberg            | Jenny Algelid-Bengtsson       |
| Schweiz            | Armin Meier               | nicht ausgetragen         | Priska Doppmann               | nicht ausgetragen             |
| Simbabwe           | David Dickenson           | David Dickenson           | nicht ausgetragen             | nicht ausgetragen             |
| Slowakei           | Ján Valach                | Ondrej Slobodník          | nicht ausgetragen             | nicht ausgetragen             |
| Slowenien          | Tadej Križnar             | Branko Filip              | nicht ausgetragen             | nicht ausgetragen             |
| Spanien            | Ángel Luis Casero         | Santos González           | Margarita Fullana             | María Teodora Ruano           |
| Südafrika          | Malcolm Lange             | Morne Bester              | Ronel van Wyk                 | Ronel van Wyk                 |
| Tschechien         | Tomáš Konečný             | Ján Hruška                | Lada Kozliková                | nicht ausgetragen             |
| Tunesien           | Samir Souissi             | nicht ausgetragen         | nicht ausgetragen             | nicht ausgetragen             |
| Ukraine            | Oleksandr Fedenko         | Serhij Matwjejew          | nicht ausgetragen             | nicht ausgetragen             |
| Ungarn             | Gábor Arany               | Aurél Víg                 | nicht ausgetragen             | nicht ausgetragen             |
| Usbekistan         | Ulugbek Salamow           | Damir Iratow              | nicht ausgetragen             | nicht ausgetragen             |
| Venezuela          | Manuel Guevara            | Aldrin Salamanca          | nicht ausgetragen             | nicht ausgetragen             |
| Vereinigte Staaten | Marty Jemison             | Levi Leipheimer           | Mari Holden                   | Mari Holden                   |
| Belarus            | Jauhen Senjuschkin        | Wiktar Rapinski           | Tatjana Makejewa              | Tatjana Makejewa              |